# Greenridge
Greenridge ist ein Stadtviertel im Südwesten des Stadtbezirks Staten Island, New York City, mit 8847 Einwohnern (2024).

## Lage
Greenridge liegt zentral an der Südküste von Staten Island und grenzt an die Stadtteile Eltingville, Arden Heights, Annadale und Rossville. Die Hauptverkehrsachsen sind die Arthur Kill Road und die Richmond Avenue, an deren Kreuzung sich das Einkaufszentrum Greenridge Plaza befindet.

## Demografie
Greenridge zählt 8847 Bewohner, wobei die Mehrheit aus weißen Einwohnern besteht, gefolgt von kleineren Anteilen asiatischer, hispanischer und afroamerikanischer Bevölkerung. Das Viertel zeichnet sich durch ein hohes Durchschnittseinkommen und einen hohen Anteil an Eigenheimbesitzern aus. Die Altersstruktur ist ausgewogen, mit einem leichten Schwerpunkt auf Familien und älteren Erwachsenen.